# アンドレイ・グロムイコ
アンドレイ・アンドレーエヴィチ・グロムイコ（ロシア語: Андре́й Андре́евич Громы́ко、ラテン文字表記の例：Andrei Andreevich Gromyko、1909年7月18日 - 1989年7月2日）は、ソビエト連邦の政治家、外交官。28年間に渡り外務大臣を務め、ミスター・ニエットの異名で知られた。
プーチン政権に近いアレクセイ・グロムイコ（ロシア科学アカデミー欧州研究所）は孫に当たる。

## 生涯

### 生い立ち
1909年7月6日、ロシア帝国時代の白ロシア（現在のベラルーシ）ホメリ州の農家に生まれる。出身村は古グロムイコ村で、正教古儀式派のベロクリニツキー派の信徒といわれる。祖先は17世紀にニーコン総主教およびその後の改革から逃れ、1684年にポーランドのベトカ村を作り住み着いた古儀式派の流れであり、18世紀のエカチェリーナ2世期には2万5,000人の同郷者がシベリアに追放されたという。1931年にソ連共産党に入党。1932年にミンスク農業大学を卒業する。

### 外交官として
ソ連科学アカデミー経済研究所勤務を経て、1939年にソ連外務人民委員部（外務省）に入る。米州諸国局課長、アメリカ局次長、同局長、駐米大使館参事官を歴任する。第二次世界大戦中の1943年駐米大使に抜擢され、大戦中は1944年のダンバートン・オークス会議、1945年のヤルタ会談など主要な国際会議に出席し、とくにアメリカとソ連の関係強化に動いた。

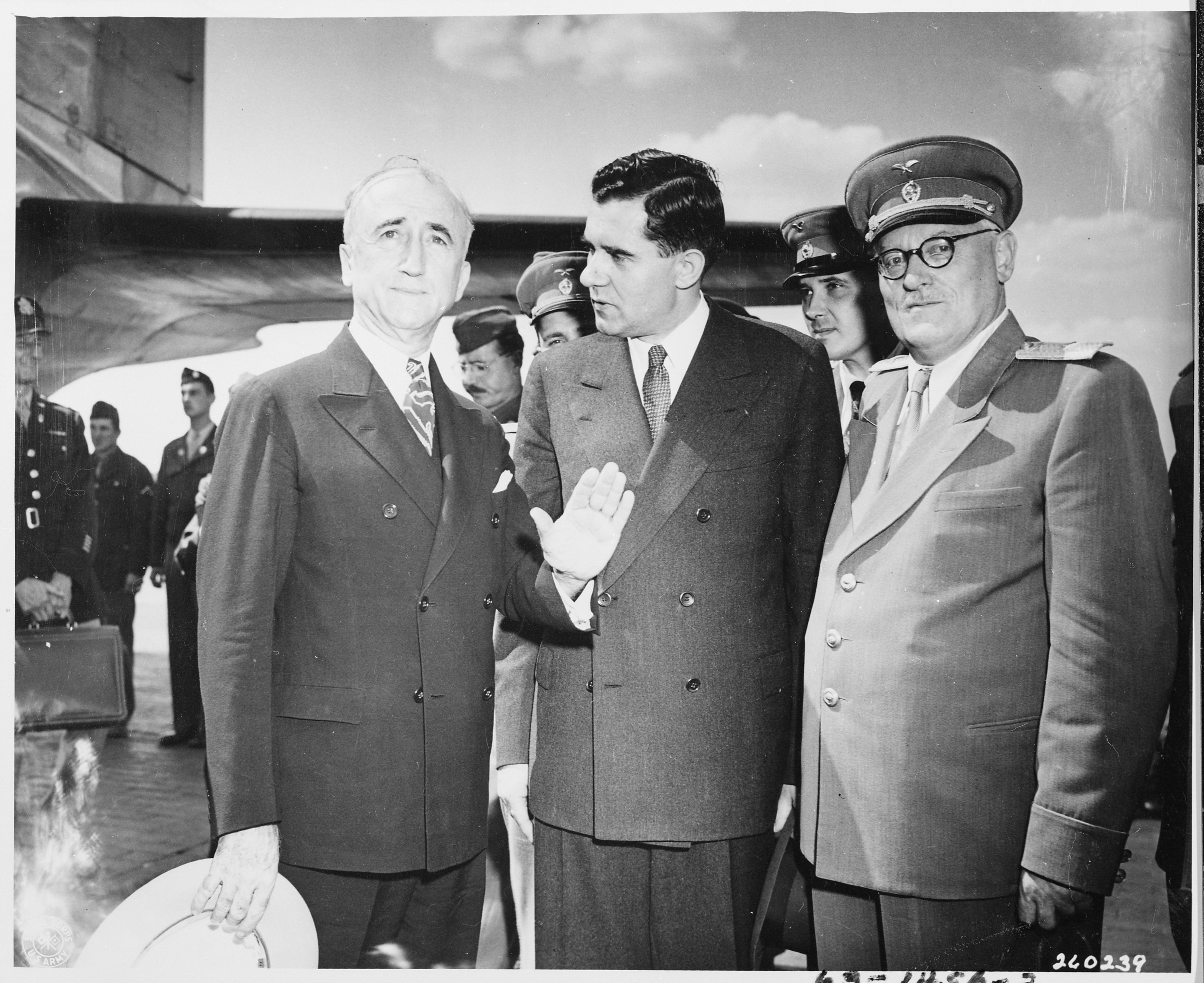
ジェームズ・F・バーンズ米国務長官と（1945年）右は外務人民委員代理だったアンドレイ・ヴィシンスキー
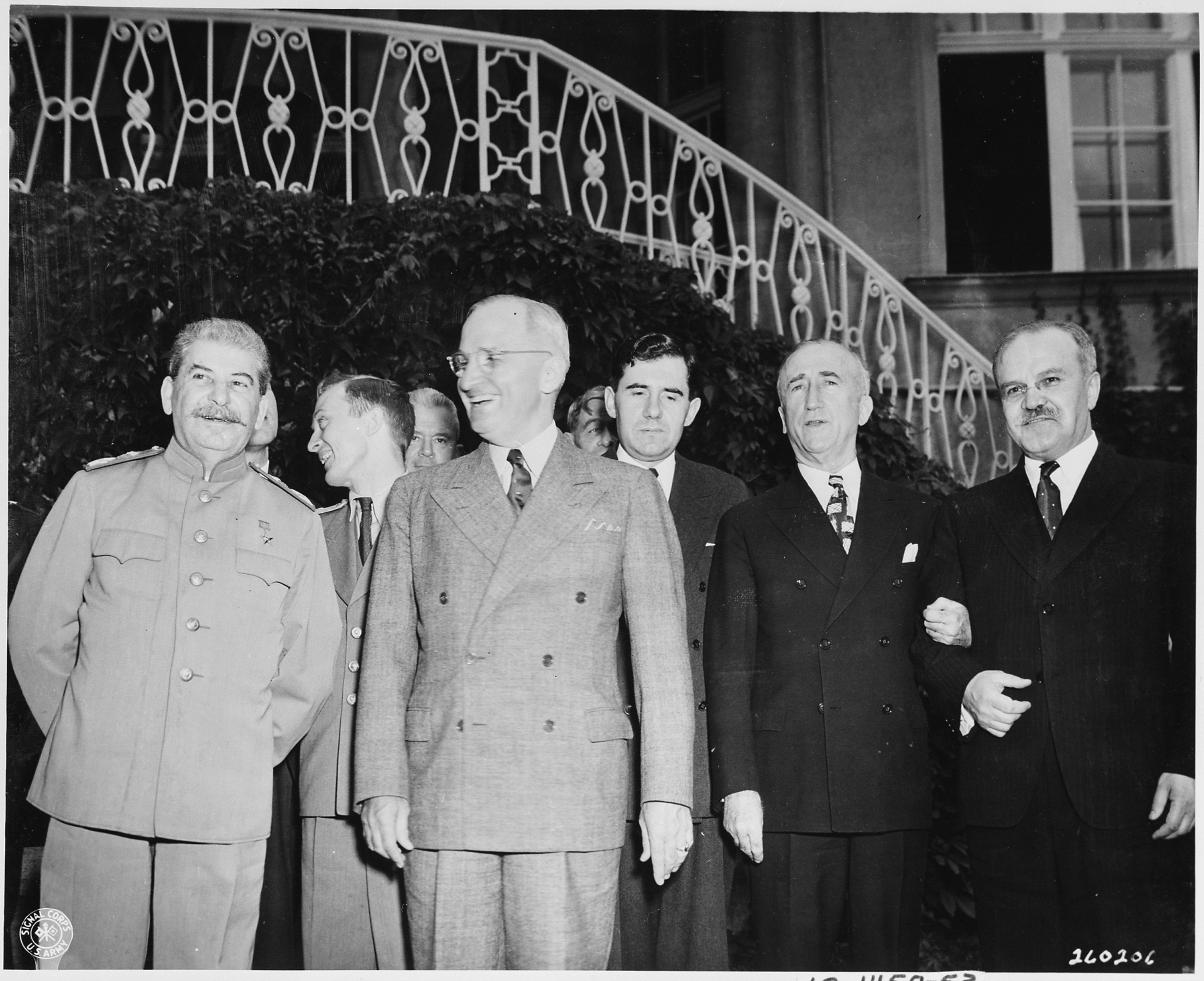
ポツダム会談にて（中央ハリー・S・トルーマン米大統領とバーンズ国務長官との間の人物。一番右はヴャチェスラフ・モロトフソ連外相、一番左はスターリンソ連首相）
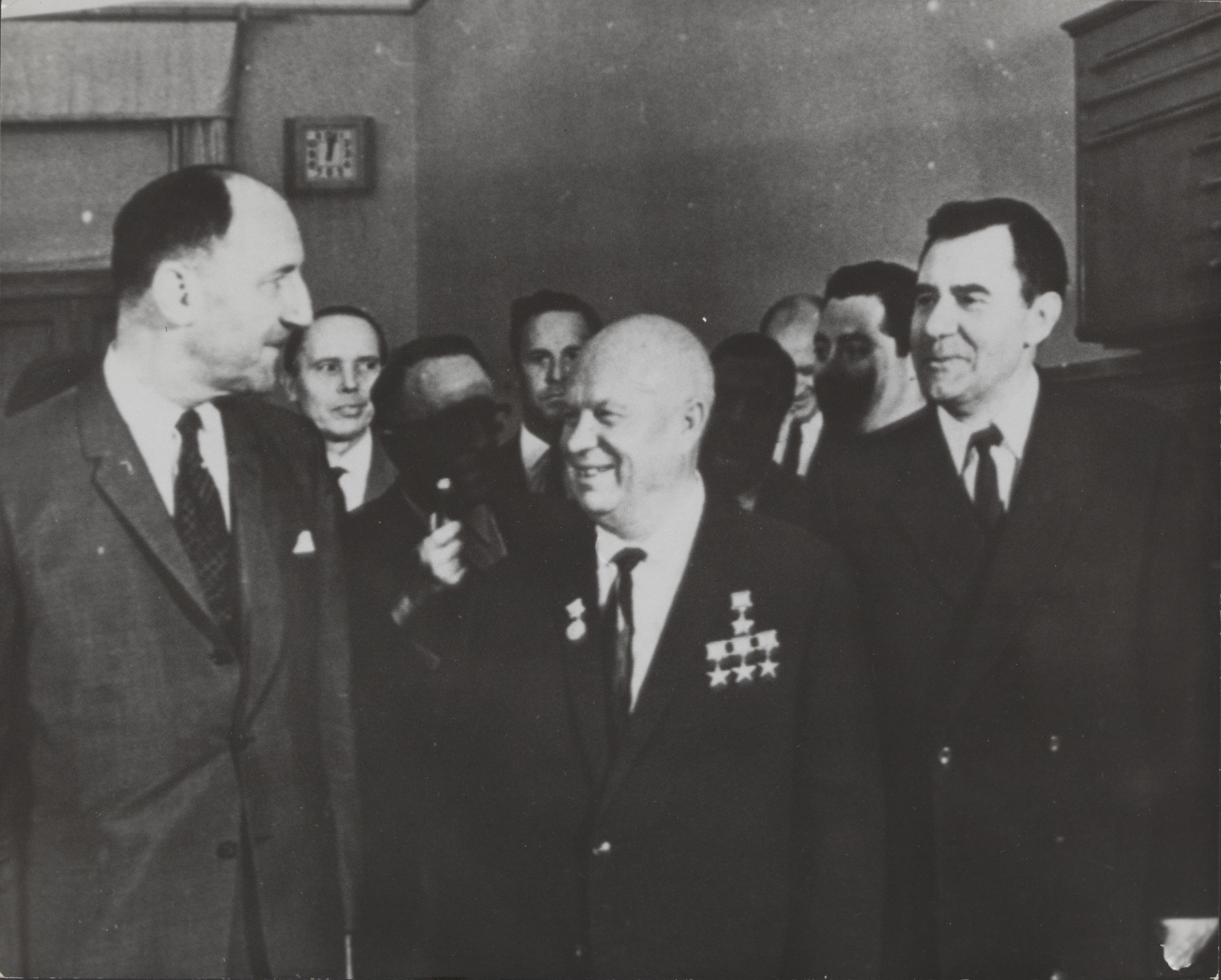
ニキータ・セルゲーヴィッチ・フルシチョフ氏らと(一番右)

1946年から1949年まで国際連合および国際連合安全保障理事会のソ連常任代表を務め、この間に何度も拒否権を行使したことから、「ミスター・ニェット（ニェット = нетは、ロシア語のノーにあたる）」の異名を奉られた（後述）。
1951年のサンフランシスコ会議でもソ連代表として出席したが、講和条約の内容に反対し、署名しなかった。その後、外務次官、駐英大使などを歴任する。駐英大使時代には、日ソ共同宣言に先立つロンドン交渉でソ連側の代表に立った。
1955年に外務次官を経て、ニキータ・フルシチョフ政権の1957年に外務大臣に就任した。以後、1985年にエドゥアルド・シェワルナゼと交代するまで、28年間にわたって冷戦時代のソ連外交を担った。ブレジネフ時代の1960年代後半から1970年代にかけてのデタント（緊張緩和）を実現するが、1979年のアフガニスタン侵攻によって新冷戦を招いた。

## 政治家として
この間、1956年には党中央委員に選出され、1973年4月には党政治局員となる。元来ソ連外務省は、ほかのソ連の国家機関同様、ソ連共産党の国際部や社会主義連絡部などの指導を受けて、外交を実施する機関であったが、1970年代からソ連閣僚会議が膨大な官僚を擁して行政府として強大化していったことと軌を一にしたこと、そしてグロムイコの外務大臣の在職が長期化したことに連れて、その政治的権威も増大していった。
1975年以降ブレジネフの指導力が低下するに連れて、KGB議長のユーリ・アンドロポフ、国防相のドミトリー・ウスチノフとともにトロイカを形成し、ソビエトの政策決定に大きな役割を果たすようになる。1982年のブレジネフ死後、アンドロポフが後継書記長に選出された。その直後アンドロポフは、グロムイコにブレジネフが生前兼ねていた憲法上の国家元首ポストである最高会議幹部会議長への就任を打診した。しかし、グロムイコはそれを固辞した。替わりに1983年からは閣僚会議第一副議長（第一副首相）を兼任した。その後1984年2月のアンドロポフ、1985年3月のコンスタンティン・チェルネンコと書記長の死によって短命な政権が二期続いたことを受け、後継書記長の選出に当たってはゴルバチョフを強く推した。推薦演説に当たっては、ゴルバチョフを「この人物は若いが、鉄の歯を持っている」と評した。

### ミスター・ニェット
グロムイコの別名に「ミスター・ニェット」なるものが存在するが、これは国際連合安全保障理事会のソ連代表や外務大臣時代、国際会議において、西側提出の議案、とくにソ連の不利益となる議案にグロムイコが容赦なく拒否権を行使したり、反対票を投じていたことから来たものである（ニェットнетは、ロシア語で英語のno(否定)にあたる）。グロムイコは特に国際連合安全保障理事会ソ連代表時代において、何度も拒否権を行使している。

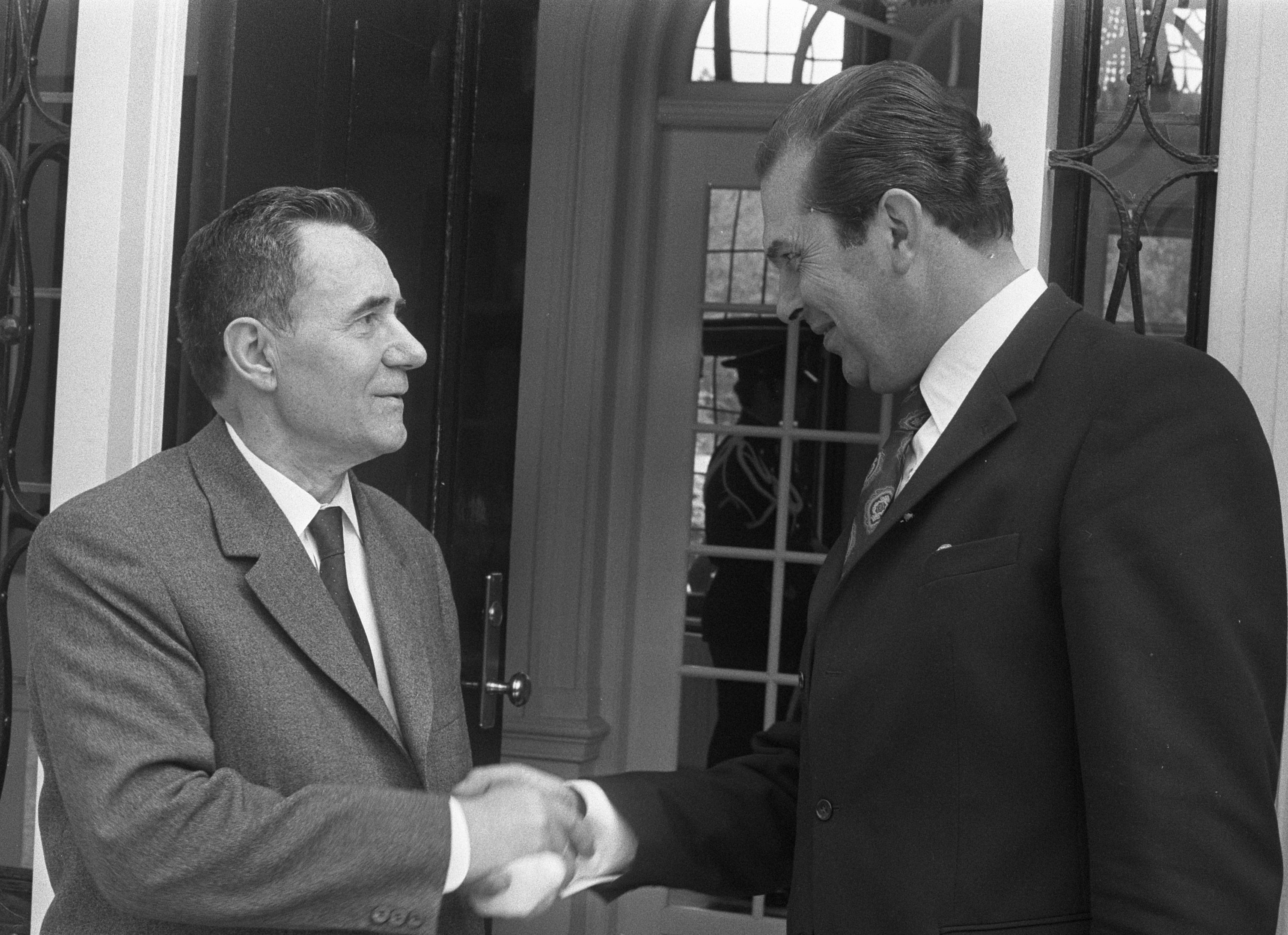
バレント・ビースフーヴェル（オランダ語版）オランダ首相と（1972年）
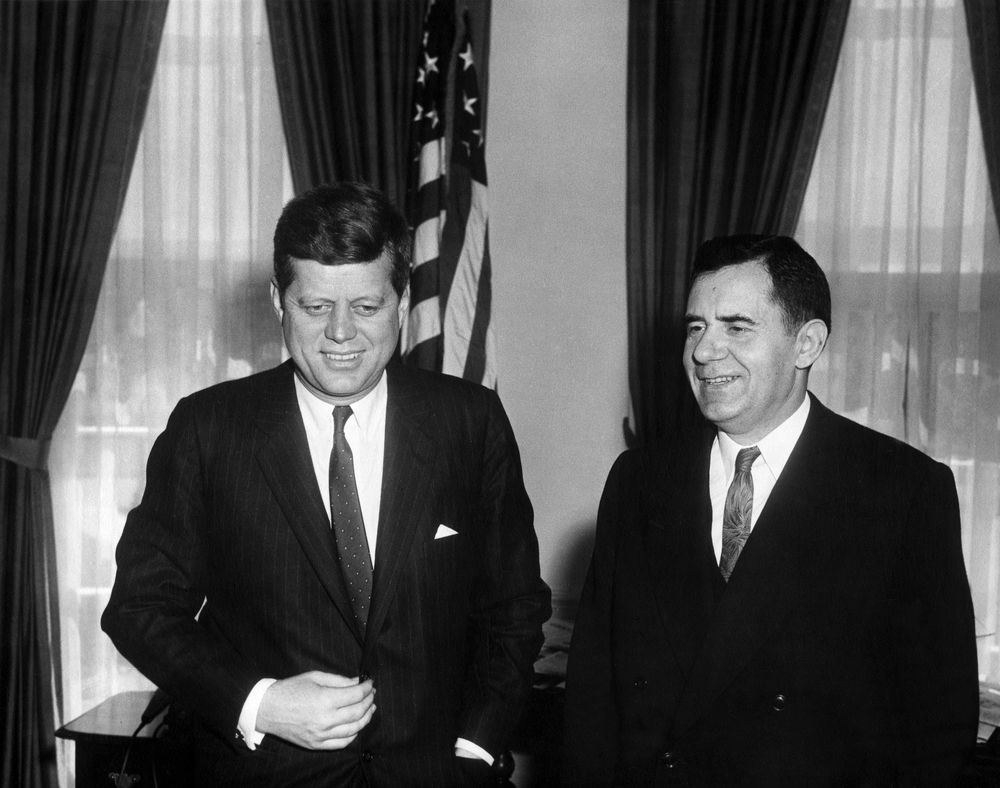
ジョン・F・ケネディ米国大統領と(1962年)

### 最高会議幹部会議長に転出
しかし、皮肉にもゴルバチョフの鉄の歯はグロムイコ自身にも向かった。7月に外務大臣のポストをシェワルナゼに譲り、儀礼的なポストである最高会議幹部会議長（国家元首）に祭り上げられた。これはゴルバチョフが外交の主導権を掌握し、新思考外交を進める上で老齢のグロムイコが障害となったためである。一部の西側ジャーナリストは、グロムイコがゴルバチョフの改革に否定的であると考えていたが、グロムイコは回想録の中でゴルバチョフやペレストロイカの方針について好意的に書いている。
1988年6月にロシア正教会1000年祭を正教会とともに主催した後、9月30日にゴルバチョフに辞意を伝え、同日開催の党中央委員会総会で政治局員を退任。翌10月1日には最高会議で最高会議幹部会議長から引退。後任の最高会議幹部会議長にはゴルバチョフが就いた。1989年4月に中央委員会からも退いた後、グロムイコは回想録の執筆に取り掛かった。その3ヶ月後、80歳の誕生日を目前に控えた7月2日に血管の病気により死去。79歳没。人民代議員大会ではグロムイコの死を追悼し、1分間の黙祷が捧げられた。アメリカのブッシュ大統領はグロムイコの息子アナトリーに対して哀悼の意を表した。ソ連政府は、他のソ連指導者と同じようにクレムリンの壁墓所にグロムイコの遺体を埋葬することを提案したが、家族の意向によりノヴォデヴィチ修道院の墓地に埋葬された。

## 著書
- 『グロムイコ回想録・ソ連外交秘史』 読売新聞社外報部訳、読売新聞社、1989年。原著も同年
  - なおエリツィンは、著書『告白』（草思社）で最高会議幹部会議長時代のグロムイコの様子を描いており、エリツィンに対しては好意的な姿勢を見せていた。